# Dendrochilum barbifrons
Dendrochilum barbifrons är en orkidéart som först beskrevs av Friedrich Fritz Wilhelm Ludwig Kraenzlin, och fick sitt nu gällande namn av Ernst Hugo Heinrich Pfitzer. Dendrochilum barbifrons ingår i släktet Dendrochilum och familjen orkidéer.
Artens utbredningsområde är Sumatera. Inga underarter finns listade i Catalogue of Life.